# チホフ (小惑星)

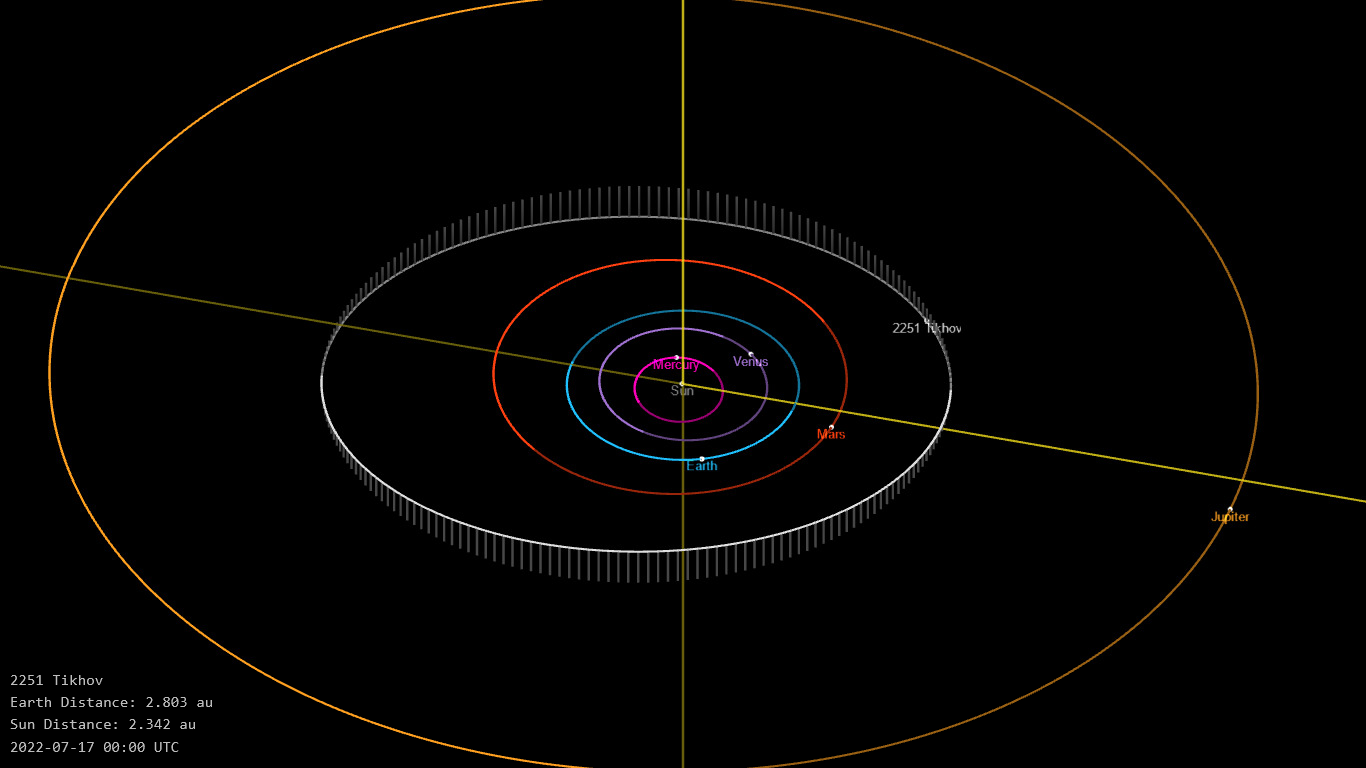
2251 Tikhov

チホフ (2251 Tikhov) は小惑星帯に位置する小惑星。ロシアの天文学者ニコライ・チェルヌイフがクリミア天体物理天文台で発見した。
ソ連の天文学者でレニングラード大学天文研究所の所長を務めたガブリール・チホフ（Гавриил Адрианович Тихов、Gavriil Adrianovich Tikhov、1875年 – 1960年）から命名された。